# Paul Regnaud

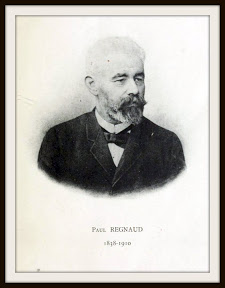
Paul Regnaud.

Paul Regnaud, född den 17 april 1838 i Mantoche (Haute-Saône), död den 18 november 1908, var en fransk indolog.
Regnaud var först industri- och handelsidkare. I denna egenskap var han på 1860-talet bosatt i Sévres, och vid den nyinrättade École des hautes études i Paris (1868) studerade han och blev filosofie doktor på en avhandling Exposé chronologique et systématique de la doctrine des principales Upanishads (1874–1876). År 1879 blev han maître de conférences vid universitetet i Lyon, där han sedan 1887 beklädde en professur i sanskrit och jämförande grammatik. 
Regnauds viktigaste och verkligen betydande arbete är La rhétorique sanscrite (1884; jämför Pischel i "Göttingische gelehrte Anzeigen", 1885); delvis goda är hans översättningar, som Les stances de Bhartrhari (1876), Le Chariot de terre cuite ("Lervagnen", översättning av Mṛcchakaṭikā, 1877), Traduction de Rig-Véda, I (1900). Mindre betydande är hans religionshistoriska arbeten, som Le Rig-Véda et les origines de la mythologie indo-européenne (1892) och Les premières formes de la religion et de la tradition dans l'Inde et la Grèce (1894). 
Redan vid sitt framträdande föråldrade var hans språkvetenskapliga arbeten (de språkfilosofiska dock delvis värdefulla): Essai de linguistique évolutionniste (1886), Origine et philosophie du langage (prisbelönt av Académie des sciences morales et politiques; 2:a upplagan 1888), Principes généraux de linguistique indo-européenne (1889), Éléments de grammaire comparée du grec et du latin (2 band, 1895–1896), Précis de logique évolutionniste (1896) och Éléments de grammaire comparée des principaux idiomes germaniques (1898).